# گرگور هرادتسکی
گرگور هرادتسکی (انگلیسی: Gregor Hradetzky; ۳۱ ژانویهٔ ۱۹۰۹ – ۲۹ دسامبر ۱۹۸۴) قایقران کانو اهل اتریش بود.